# Raymond Vogel
Pour les articles homonymes, voir Vogel.
Raymond Vogel (1er avril 1915 à Paris - 28 avril 1988 à Strasbourg) a fondé en 1946 avec Germain Muller le cabaret alsacien bilingue de Strasbourg Le Barabli.

## Biographie
Raymond Vogel naît de parents alsaciens établis à Paris. En 1919, la famille rejoint l’Alsace. Raymond Vogel réussira le concours d’entrée au Conservatoire de Paris et est engagé en 1942 au Théâtre national de l’Odéon. Après la Libération, il devient directeur des programmes de Radio-Strasbourg. Il crée avec Germain Muller la « Société artistique La Fontaine » puis lance avec lui le Barabli en 1946. Il reste acteur au Barabli jusqu’en 1957. Il dirige durant deux ans le Théâtre de Mulhouse. Il participe à la création de l’Opéra du Rhin et de l’Atelier lyrique de Colmar.

## Filmographie
- Le film, "D'autres sont seuls au monde", de Raymond Vogel et  René Vautier. Sorti en 1953, il raconte le mouvement de soutien à Henri Martin et montre des représentations de la pièce Drame à Toulon, écrite en 1951, qui l'accompagne.